# Laie-Langes Luch
Das Naturschutzgebiet Laie-Langes Luch liegt auf dem Gebiet der Stadt Storkow (Mark) im Landkreis Oder-Spree in Brandenburg.
Das Gebiet mit der Kenn-Nummer 1419 steht seit dem 17. Dezember 2002 unter Naturschutz. Das rund 88 ha große Naturschutzgebiet erstreckt sich südöstlich von Groß Eichholz und südwestlich von Kehrigk, beide Ortsteile der Stadt Storkow (Mark). Nordwestlich und nördlich des Gebietes verläuft die Landesstraße L 74, südöstlich erstreckt sich der rund 297 ha große Neuendorfer See.